# HD 93129A

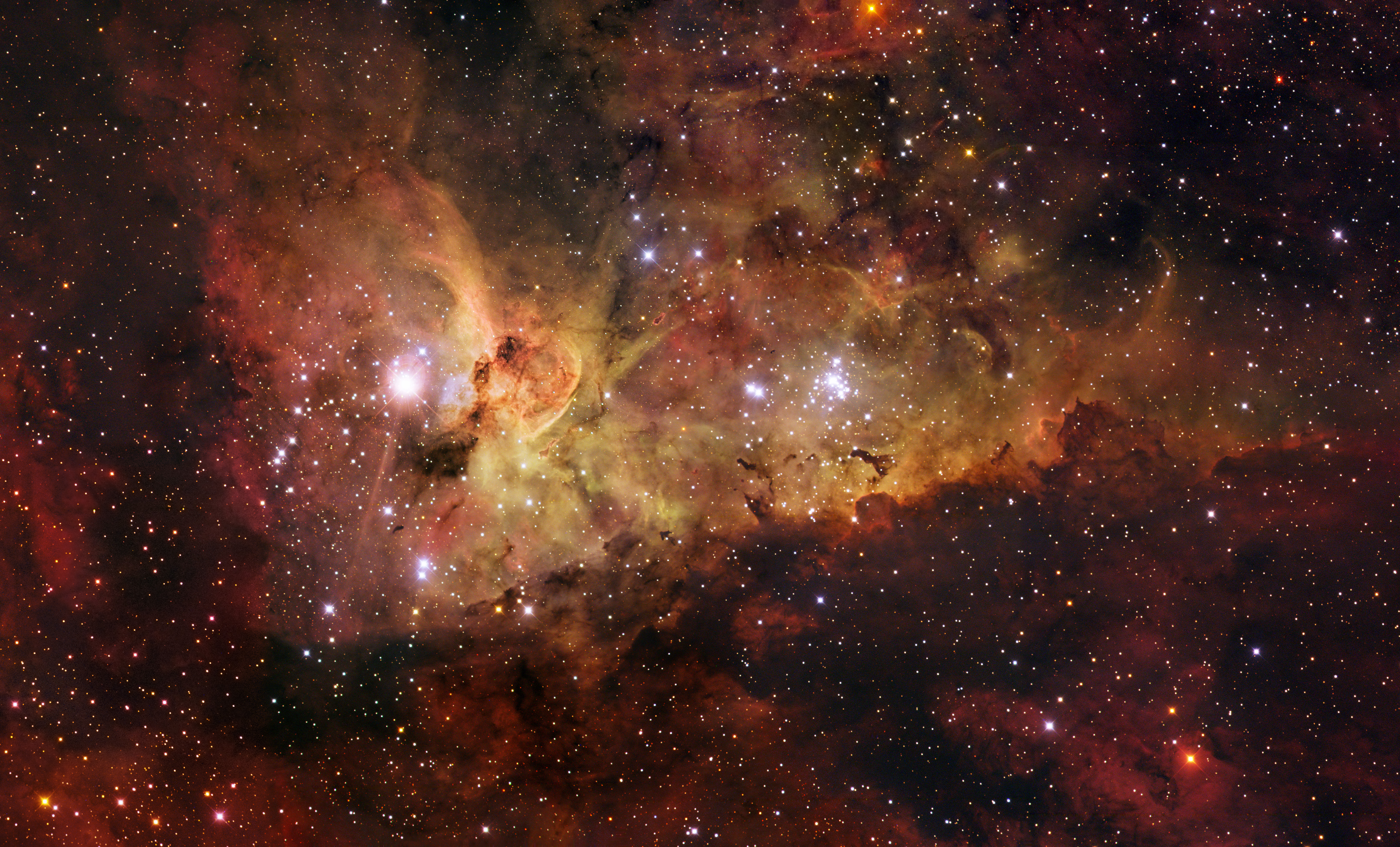
A nebulosa de Carina contém Eta Carinae e HD 93129A.

HD 93129A é uma das estrelas mais luminosas da Via Láctea. Este estrela azul muito jovem é uma hipergigante do tipo "O" localizado a cerca de 7 500 anos-luz da Terra, na brilhante nebulosa NGC 3372, a mesma nebulosa que abriga outras super estrelas luminosas, como Eta Carinae.
HD 93129A é realmente o mais brilhante membro de um sistema binário que, com seu companheiro, também supergigante (HD 93129B) tem um total de 200 massas solares.